# استفن مک‌گلد
استفن مک‌گلد (انگلیسی: Stephen McGlede؛ زادهٔ ۱۳ آوریل ۱۹۶۹) دوچرخه‌سوار اهل استرالیا است.
وی در مسابقات کشوری و بین‌المللی در مجموع برندهٔ ۱ مدال نقره، ۱ مدال برنز شده‌است.